# Georg Joos
Georg Jakob Christof Joos (25 maig 1894, Bad Urach, Imperi alemany - 20 maig 1959, Múnic, Alemanya Federal) fou un físic teòric alemany que participà, en les primeres etapes, en la recerca per a l'aplicació de la fissió de l'urani amb finalitats militars pel III Reich.

## Vida
Joos inicià la seva educació superior el 1912 a la Technische Hochschule de Stuttgart. El 1920 es doctorà a la Universitat de Tübingen, sota la direcció de C. Füchtbauer. Després de doctorar-se, Joos esdevingué ajudant de Jonathan Zenneck a la Technische Hochschule de Múnic. El 1922, esdevingué Privatdozent. El 1924, fou nomenat professor extraordinari a la Universitat Friedrich Schiller de Jena, on impartí classes sobre la teoria dels electrons i la teoria de la relativitat. El 1928 fou nomenat professor ordinari, succeint Felix Auerbach. El 1933, poc després que Adolf Hitler esdevingué Canceller, fou aplicada la Llei per la Restauració del Servei Civil Professional, donant lloc a dimissions i emigracions de molts físics jueus, un d'ells James Franck, qui era director del Segon Institut de Física a la Universitat Georg-August de Göttingen. El 1935 Joos ocupà la plaça de Franck com a professor ordinari i director del Segon Institut de Física.
Joos la recolzà amb la seva signatura una petició, que feren Werner Heisenberg, Hans Geiger i Max Wien en la primavera de 1936, dirigida al Ministre d'Educació referent a la preocupació pels atacs a la física teòrica, especialment a la mecànica quàntica, per part dels seguidors de la Deutsche Physik (Física alemanya), antisemites i anti-física teòrica. El 22 d'abril de 1939, Joos, després d'una conferència de Wilhelm Hanle sobre el recent descobriment de la fissió de l'urani, comunicà al ministre d'educació, juntament amb Hanle, les potencials aplicacions militars de la fissió de l'urani. La carta arribà a mans d'Abraham Esau, el físic en cap del Consell de Recerca del ministeri i, pocs dies després, aconseguí organitzar una trobada d'un grup de físics amb l'objectiu d'estudiar l'aplicació militar de la fissió de l'urani. El grup estava format per Walther Bothe, Robert Döpel, Hans Geiger, Wolfgang Gentner, Wilhelm Hanle, Gerhard Hoffmann i Georg Joos. Acordaren iniciar els treballs a la Universitat Georg-August de Göttingen per part de Joos, Hanle i Reinhold Mannfopff. Aquest grup fou conegut informalment com el primer Club de l'urani. L'agost del mateix 1939 el grup aturà els seus treballs perquè foren cridats a files. El setembre es convocà una nova trobada i s'organitzà un segon Club de l'urani format inicialment per Georg Joos, Walther Bothe, Hans Geiger i Paul Harteck, als quals s'afegiren altres físics posteriorment. A causa de les polítiques acadèmiques del règim nazi, Joos abandonà el món acadèmic el 1941. Passà a la indústria, essent físic en cap i membre del consell d'administració de la Carl Zeiss AG de Jena. Hi treballà fins poc després del final de la Segona Guerra Mundial quan, dins el setembre de 1946, fou nomenat director del departament de física experimental al Technische Hochschule Múnic, on succeí Rudolf Tomaschek, qui hi havia estat destituït. De 1947 a 1949, Joos fou professor a la Universitat de Boston.

## Obra
El 1930, a l'empresa industrial Carl Zeiss AG de Jena, Joos reproduí l'experiment de Michelson–Morley amb un equipament més refinat i en confirmà els resultats originals. Incrementà la precisió en 10 vegades realitzant l'experiment de forma automàtica, amb braços de 21 m forjats a partir de quars premsat que té molt baix coeficient d'expansió tèrmica i realitzant fotografies de les franges amb desenes de canvis de direcció de l'interferòmetre.
El 1932 publicà el llibre Lehrbuch der theoretischen Physik, que s'ha seguit publicat des de llavors traduït també a l'anglès, essent probablement un dels llibres més importants en física teòrica en el segle xx.